# Gottfried von Banfield
Gottfried Freiherr von Banfield (ur. 6 lutego 1890 w miejscowości Herceg Novi, obecnie w Czarnogórze, zm. 23 września 1986 w Trieście, we Włoszech) – as myśliwski Austro-Węgier w I wojnie światowej, oficer pilot cesarskiej i królewskiej Marynarki Wojennej o największej liczbie zwycięstw. Jedyny lotnik Austro-Węgier, który otrzymał najwyższe odznaczenie monarchii Order Marii Teresy.

## Przed Wielką Wojną
Pochodziła z irlandzkiej rodziny o normandzkich XVI w. korzeniach. Jego przodek Tomasz, oficer armii brytyjskiej, podczas służby w Bawarii poślubił arystokratkę austriacką. Urodził się w porcie marynarki austro-węgierskiej Herceg Novi, gdzie służył jego ojciec
Uczęszczał do szkół wojskowych najpierw średniej w St. Pölten, a następnie akademii marynarki wojennej w Fiume - Marineakademie Fiume, którą skończył w 1909 roku jako kadet. W maju 1912 roku został promowany na stopień porucznika, a miesiąc później skierowany do szkoły lotniczej Wiener Neustadt, gdzie w sierpniu otrzymał licencję pilota. Był jednym z pierwszych pilotów marynarki austriackiej. W 1913 roku został skierowany do szkoły pilotów morskich we Francji, gdzie przebywał do momentu wypadku w drugiej połowie 1913 roku.

## I wojna światowa
Po wybuchu I wojny światowej został przydzielony jako pilot samolotu Lohner E21 do pancernika SMS Zrinyi. Brał czynny udział w ataku na Czarnogórę z bazy w zatoce Kotorskiej. Pierwsze zwycięstwo powietrzne odniósł 27 czerwca 1915 roku zestrzeliwując balon włoski. Od lutego 1916 roku został mianowany dowódcą bazy lotnictwa morskiego w Trieście w stopniu kapitana marynarki (niem. Linienschiffsleutnant). Stanowisko to piastował do końca wojny. 
Po zakończeniu wojny Triest został przyłączony do Włoch. Gotfryd Freiherr von Banfield był przez pewien czas więziony przez policję. W 1920 roku wyjechał do Wielkiej Brytanii, gdzie przyjął obywatelstwo. Tutaj ożenił się z Księżną Marią Tripovich z Triestu i zamieszkał w Nwecastle upon Tyre. W 1926 roku przyjął obywatelstwo włoskie i powrócił do Triestu, gdzie prowadził Diodato Tripovich and Co. Trieste Schipping Company.
Po II wojnie światowej był Konsulem Honorowym Francji w Trieście i w 1977 roku otrzymał Legię Honorową.

## Odznaczenia
Odznaczenia Gottfrieda von Banfielda to między innymi:
- Order Marii Teresy III Klasy – 17 sierpnia 1917
- Złoty Medal Zasługi Wojskowej z mieczami na wstędze Krzyża Wojskowego
- Kawaler Orderu Leopolda z mieczami i dekoracją wojenną
- Order Korony Żelaznej III klasy z mieczami
- Złoty i Srebrny Medal Waleczności
- Krzyż Zasługi Wojskowej III klasy z mieczami i dekoracją wojenną
- Srebrny Medal Zasługi Wojskowej z mieczami na wstędze Krzyża Wojskowego (dwukrotnie)
- Brązowy Medal Zasługi Wojskowej z mieczami na wstędze Krzyża Wojskowego
- Krzyż Wojskowy Karola
- Krzyż Pamiątkowy Mobilizacji 1912–1913
- Krzyż Żelazny I i II Klasy – Prusy
- Legia Honorowa V Klasy – Francja